# Tereza Jančová
Tereza Jančová (* 31. März 1999) ist eine ehemalige slowakische Skirennläuferin.

## Karriere
Jančová feierte ihr internationales Renndebüt am 7. Dezember 2015 bei einem FIS-Riesenslalom in Hemsedal. Ihr erstes internationales Großereignis bestritt sie knapp zwei Monate später bei den Olympischen Jugend-Winterspielen in Lillehammer, wobei sie ihre beste Platzierung mit Rang 10 in der Alpinen Kombination erreichte. Zu Saisonabschluss gewann sie die Bronzemedaille bei den slowakischen Meisterschaften im Slalom.
2017 nahm Jančová zum ersten und einzigen Mal an Alpinen Skiweltmeisterschaften teil. Während sie sich im Riesenslalom und Slalom mit den Plätzen 49 bzw. 43 im geschlagenen platzierte, konnte sie im Mannschaftswettbewerb gemeinsam mit Matej Falat, Petra Vlhová, Veronika Velez-Zuzulová sowie Andreas und Adam Žampa und die Silbermedaille im Mannschaftswettbewerb gewinnen, wobei sie wie Adam Žampa als Ersatzläuferin ohne Einsatz blieb.
In den darauffolgenden Jahren konnte Jančová jedoch nicht von diesem frühen Erfolg profitieren. So startete sie hauptsächlich bei Junioren- bzw. FIS-Rennen, ohne dabei jedoch größere Erfolge zu erzielen. Zumindest auf Nationaler Ebene konnte sie 2017 und 2018 die Meistertitel im Riesenslalom gewinnen sowie jeweils die Vizemeistertitel im Slalom.
Am 15. März 2019 gab Jančová bekannt ihre Karriere als Skirennläuferin zu beenden.
Ihr letztes internationales Rennen bestritt Jančová im Februar 2020 bei den slowakischen Meisterschaften, danach beendete sie ihre Karriere als Skirennläuferin endgültig.

## Privates
Tereza Jančovás jüngere Schwester Rebeka Jančová ist ebenfalls als Skirennläuferin aktiv.

## Erfolge

### Weltmeisterschaften
- St. Moritz 2017: 2. Mannschaft, 43. Slalom, 49. Riesenslalom

### Juniorenweltmeisterschaften
- Åre 2017: 27. Slalom, 25. Riesenslalom, 33. Alpine Kombination
- Davos 2018: 19. Super-G, 19. Alpine Kombination, 26. Slalom, 37. Riesenslalom

### Europacup
- Eine Platzierung unter den besten 30

### Olympische Jugend-Winterspiele
- Lillehammer 2016: 10. Alpine Kombination, 14. Super-G, 14. Slalom, 15. Riesenslalom

### Weitere Erfolge
- 2 Siege bei FIS-Rennen
- Slowakische Meisterin im Riesenslalom (2017, 2018)
- Slowakische Vizemeisterin im Slalom (2017, 2018)
- Bronze bei den slowakischen Meisterschaften im Slalom (2016)